# Nori Harel

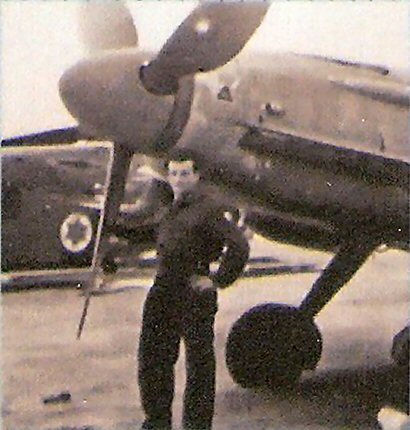
Nori Harel se Sakinem 101. tajeset, 1949, Izrael

Nori Harel (2. května 1929, Bochum, Německo – 18. března 2013, Izrael) byl hlavní inženýr leteckých základen v Izraeli a pomáhal koordinovat česko-izraelské letecké projekty.
Narodil se jako Norbert Kurzberg do židovské rodiny. Roku 1935 jeho rodina před nacisty prchla do Československa, kde se usadila v Českém Těšíně, kde i navštěvoval školu. V šesti letech zemřela jeho maminka a musel se tedy přestěhovat k tetě. V roce 1939 bylo však i Těšínsko zabráno nacistickým Německem, a tak musel s otcem znovu prchnout. Pokoušeli se dostat přes Rumunsko do Palestiny, ale na Ukrajině byli pro „nedovolený přechod hranic“ chyceni a posláni do sovětského gulagu na Sibiři. Tam zemřel na tyfus[nepřesný odkaz] jeho otec.
Po 2. světové válce se vrátil bez jakýchkoliv dokumentů do osvobozeného Československa, zpět do Českého Těšína. Z celé jeho velké rodiny přežil holokaust jenom strýc Natan Bergmann, který se vrátil z koncentračního tábora Mauthausen. Ten se o něj postaral a zařídil také, aby si dokončil základní vzdělání. V roce 1948 se dobrovolně přihlásil do Hagany a následně prodělal pilotní kurz V.O.S.L.M v Liberci. Rok nato v lednu 1949 emigroval do nově vzniknuvšího Státu Izrael, kde přijal hebrejské jméno Nori Harel (Har-el znamená doslova „Boží hora“, což je poněkud pozměněný význam německého Kurzberg).
V Izraelském vojenském letectvu sloužil přes pětadvacet let jako šéfmechanik a inženýr leteckých základen. Byl hlavním mechanikem pozdějšího izraelského prezidenta a jednoho z nejlepších izraelských pilotů, Ezera Weizmana. Po skončení aktivní vojenské služby se stal ředitelem soukromé letecké společnosti. Do vysokého věku byl činný na poli leteckého průmyslu a zejména v česko-izraelských leteckých vztazích. Jeho znalosti letecké problematiky načerpané v Československu přispěly k založení izraelského letectva.
Byla mu udělena řada českých státních vyznamenání, např. i Řád generála Rudolfa Medka.